# AMX-10 RC
AMX-10 RC (фр. Roues-Canon, досл. «колісна гармата») — французька бойова броньована машина виробництва GIAT Industries для розвідувальних цілей. Також називають колісним винищувачем танків або ж навіть легким танком. У французькій армії часто називають фр. char (французьке слово для танка). Натомість Договір про звичайні збройні сили в Європі визначає AMX-10RC як бойову машину з важким озброєнням.
AMX-10 RC не слід плутати з AMX-10P: вони мають спільні складові шасі, але це різні машини та призначені для виконання різних завдань.
Надійшли на озброєння французької армії в 1981 році. Починаючи з 2021 року на заміну їм та ERC 90 Sagaie у французькій армії приходять машини EBRC Jaguar.

## Історія розробки
У 1963 році Технічна секція армії (STAT) випробувала прототип ERAC (фр. Engin de Reconnaissance Amphibie de Combat або фр. Engin de Reconnaissance Amphibie à Chenilles), легкої бронемашини вагою від 6,7 до 8 тон з баштою, озброєною 105-мм гарматою, але через неуспішність програма була зупинена. З 1970 року з'явилася нова програма розробки броньованої машини-амфібії вагою від 10 до 15 тонн, і AMX-APX почав розробку AMX-10 P, легкої бронемашини для заміни AMX-13-VCI.
У генерального директора AMX-APX виникла ідея розробити колісну версію AMX-10P з озброєнням, аналогічним озброєнню ERAC. Ця версія з шістьма ведучими колесами була названа AMX-10 RC (RC — колісна гармата). Були виготовлені три прототипи.
Випробування прототипів почалося в 1976 році, а першу серійну машину було доставлено в 1981 році 2-му гусарському полку в Сурдені. Машина оснащена потужною 105-мм гарматою GIAT, встановленою в зварній алюмінієвій башті. Башта TK 105 також служить для розміщення трьох членів екіпажу, а водій сидить у передній частині корпусу; для наведення гармати служить система керування вогнем COTAC (COnduite de Tir Automatique pour Char; укр. «Автоматична система керування вогнем для танка»).
AMX-10RC управляється подібно танку: осі його коліс не повертаються, а зміна напрямку здійснюється перемиканням передач окремо для коліс різних боків машини. Перевагою такого способу є можливість розвороту на місці, а також те, що ходова частина простіша і компактніша, ніж у бронемашин зі звичайним кермовим керуванням.

## Будова

Схема AMX-10 RC

AMX-10 RC — бронемашина, яка має «танкове» компонування: водій знаходиться у передній частині корпусу, за ним розташована тримісна башта, моторно-трансмісійне відділення знаходиться в кормі. У башті розміщені командир, навідник і заряджаючий-радист.
Машина оснащена гідропневматичною підвіскою, водій може змінювати кліренс від 210 до 600 мм. Також за її допомогою можна збільшити кути нахилу гармати. Поворот техніки здійснюється за рахунок різниці швидкості обертання лівих і правих коліс.

### Двигун та трансмісія
AMX-10 RC спочатку мав багатопаливний двигун V8 Hispano-Suiza HS 115-2 з рідинним охолодженням і наддувом потужністю 250 к.с. при 3200 об/хв.
У 1985 році дизельний двигун Baudouin 6F11 SRX із наддувом був обраний для оснащення останніх серійних машин AMX-10 RC, а також для можливої модернізації всіх машин AMX-10 RC французької армії. Цей двигун здатен розвивати потужність 300 к.с., але у французькій армії встановлено обмеження 280 к.с. при 3000 об/хв.
Незалежно від того, який двигун встановлено, 24-вольтова електрична система з шістьма батареями 12-вольт/100 ампер-годин є стандартною. Два водомети, що встановлені по боках в задній частині служать для руху на воді.
В машинах AMX-10 RC використана неспецифікована коробка передач GIAT ARE 4AD6019 із чотирма передавальними числами переднього та заднього ходу. Зчеплення має електромагнітне керування, а коробка передач оснащена гідротрансформатором. Блок відбору потужності керує двома водометами. AMX-10 RC має міні-кермо та можливість здійснювати розворот на місці. Для полегшення керування машиною на модернізованій версії RCR була встановлена автоматизована коробка 4AD60, яка має чотири передні та три задні передачі.

### Підвіска та ходова частина
Повнопривідна 6×6 AMX-10 RC має гідропневматичну підвіску зі змінним кліренсом і нахилом виробництва Messier Auto-Industry.
Машина також має централізовану систему змащення та підкачування шин.

### Башта
Башта TK 105 приводиться в рух за допомогою гідравлічного насоса SAMM CH49, який приводиться в дію електродвигуном, що живиться від генератора силової установки та/або від акумуляторних батарей. Робочий тиск становить 90 бар, а максимальний — 120 бар. Швидкість обертання башти 24 градуси за секунду.

### Озброєння
Основне озброєння AMX-10 RC — нарізна 105-мм гармата середнього тиску 105/47 F2 MECA, встановлена у тримісну башту GIAT Industries TK 105. Гармата F2 веде вогонь специфічними боєприпасами 105×527 мм R, не уніфікованими з поширеними боєприпасами танкової гармати L7. Номенклатура боєприпасів має чотири різні типи снарядів.
Система наведення гармати електрогідравлічна SAMM CH49, однак гармата не стабілізована. Співвісно (коаксіально) з основним озброєнням встановлено кулемет ANF1 калібру 7,62 мм, а з боків башти встановлено два димових гранатомети з електроприводом. Загалом перевозиться 38 снарядів, 4000 набоїв калібру 7,62 мм і 16 димових гранат. Гармата може впевнено працювати на відстань до 10 кілометрів. Кути вертикального наведення від -8 до +15 градусів.
Вага гармати 720 кг.

### Номенклатура боєприпасів
Гармата F2 RC AMX-10 використовує специфічні снаряди калібру 105×527 мм R, які не сумісні зі стандартними 105-мм боєприпасами 105×617 мм R.
Возимий боєкомплект складає 38 снарядів, у тому числі готових до стрільби 12 одиниць, розташованих вертикально, ліворуч від камори. Решта 26 снарядів зберігаються у стійці праворуч від водія.
Номенклатура боєприпасів AMX-10 RC включає:
- OCC 105 F3: кумулятивний снаряд (HEAT-FS) здатний пробити (не залежно від відстані до цілі) сталеву пластину завтовшки понад 350 мм під прямим кутом або не менше 150 мм під кутом 60°. Вага снаряда 5,7 кг при початковій швидкості 1120 м/с;
- BSCC 105 F3: Bullet Simulated Hollow Charge (BSCC) — навчальний боєприпас із тією ж балістикою, що й OCC 105 F3;
- OE 105 F3: фугасний снаряд (HE). Маса снаряда 7,2 кг при початковій швидкості 800 м/с;
- OFUM 105 F3: димовий снаряд, що містить білий фосфор, з початковою швидкістю 800 м/с;
- OFL 105 F314: бронебійний підкаліберний (APFSDS), зі стрижнем зі сплаву вольфраму, представлений у 1987 році. Серцевина снаряду позичена в снаряду GIAT OFL 90 F1 mm APFSDS. На малій відстані пробиває сталевий лист завтовшки 365 мм під кутом 60° або мішені НАТО[en] — одиночну мішень важкого танка та потрійну мішень важкого танка на відстані 1200 м і 2200 м відповідно. Початкова швидкість 1400 м/с[8].

| Тип боєприпасу          | Позначення  | Вага боєприпасу (кг) | Вага снаряду (кг) | Швидкість на дульному зрізі (м/с) | Бронепробиття (мм)                     |
| ----------------------- | ----------- | -------------------- | ----------------- | --------------------------------- | -------------------------------------- |
| БОПС (APFSDS)           | OFL 105 F3  | 13 кг                | 3,8 кг            | 1400 м/с                          | 365 мм (кут: 60°)                      |
| Кумулятивний (HEAT-FS)  | OCC 105 F3  | 13,85 кг             | 5,7 кг            | 1120 м/с                          | 350 мм (кут: прямий) 150 мм (кут: 60°) |
| Практичний (BSCC)       | BSCC 105 F3 | 13,85 кг             | 5,7 кг            | 1120 м/с                          | -                                      |
| Осколково-фугасний (HE) | OE 105 F3   | 13,7 кг              | 7,2 кг            | 800 м/с                           | -                                      |
| Димовий (SS)            | OFUM 105 F3 | -                    | -                 | 800 м/с                           | -                                      |

### Засоби спостереження і система управління вогнем

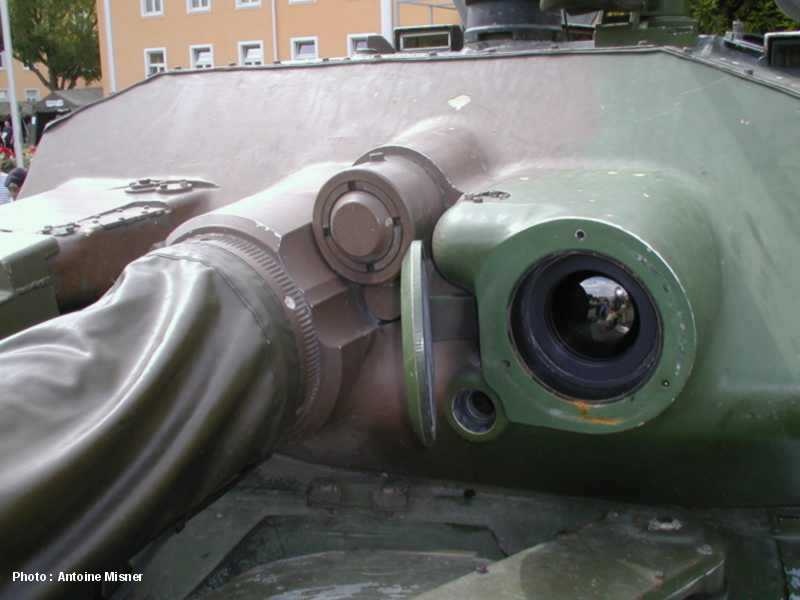
Тепловізійна камера CASTOR

AMX-10 RC оснащений системою управління вогнем Safran M401 COTAC (COnduite de Tir Automatique pour Char; укр. «Автоматична система керування вогнем для танка»), яка поєднана з лазерним далекоміром APX M550, розробленим компанією CILAS. Ця інтегрована система управління вогнем дозволяє вести вогонь, як з місця, так і по рухомій цілі, з високою точністю при першому пострілі. AMX-10RC став першою бойовою машиною сухопутних військ Франції, яка отримала цю автоматичну систему управління вогнем. Система автоматичного наведення забезпечує пряме коригування наведення гармати через систему дзеркала М553.
Навідник має у своєму розпорядженні:
- телескопічний приціл SOPELEM M50416, який забезпечує збільшення ×10;
- два епісокопи M223, що забезпечують видимість до 950 метрів. Перший направлений вперед башти, а другий — на правий борт;
- телевізійну камеру низького рівня освітленості Thomson-CSF-Sagem DIVT 13 (dispositif d’intensification pour la visée et le tir; укр. «Пристрій для посилення зображення для наведення і стрільби»), яка дозволяє вести спостереження на відстані до 1200 метрів (збільшення ×1). Зображення передавалося на два монітори для навідника і командира машини. Телевізійна камера була замінена на тепловізійну камеру CASTOR у французьких AMX-10 RC;
- тепловізійну камеру DIVT 16 CASTOR (CAméra Standard Thermique d'Observation et de Reconnaissance; укр. «Стандартна тепловізійна камера для спостереження та розвідки») від Thomson-CSF, яка дозволяє вести спостереження на відстані до 4000 метрів за будь-яких погодних умов, вдень і вночі. Заміна DIVT-13 на DIVT-16 була проведена під час першої війни в Перській затоці в 1990-1991 роках (Операція «Буря в пустелі») в рамках термінової програми перед початком наземної операції. Станом на 2020 рік існують три моделі тепловізійних камер: DIVT 16C, встановлена в 1999 році, є найпоширенішою завдяки її нижчій вартості порівняно з оригінальною моделлю 1987 року. Камера DIVT 18 значно дешевша і легша, але не має функції цифрового зуму і має нижчу роздільну здатність зображення. Камера DIVT 19 є найрідкіснішою і легко впізнається за своєю відмінною панеллю керування.

Командир машини має у своєму розпорядженні:
- перископічний приціл M389, який забезпечує збільшення ×2 для стрільби зі спареного кулемета і ×8 для стрільби з гармати калібру 105 мм. Приціл обертається на 360° і забезпечує кут підйому від -12° до +24°. Після виявлення цілі приціл командира може працювати в режимі «Hunter-killer» (мисливець-вбивця): командир має пріоритетне управління, що дозволяє направити башту і гармату на ціль, яку він обрав за допомогою свого прицілу;
- шість епісокопів M336 розташовані навколо його командирської башточки.

## AMX-10 RCR
AMX-10 RC отримав численні оновлення протягом свого життя. На заміну DIVT-13 LLTV прийшли тепловізійні приціли DIVT-16, 18 і 19 CASTOR, взяті зі списаних танків AMX-30B2. Для участі у війні в Перській затоці 1991 року AMX-10 RC був оснащений додатковою сталевою бронею високої твердості та інфрачервоним глушником EIREL. Оригінальне дульне гальмо було замінено на ще більш ефективне (зменшення відбою на 10 %) після представлення OFL 105 F3 APFSDS у 1987 році. Було видалено флотаційний бар'єр і жиклери водяного насоса (їхні забірники були загерметизовані).
AMX-10 RCR отримав систему керування полем бою FINDERS C2R. Одним із розглянутих удосконалень було встановлення модульної легкої башти TML 105, озброєної більш потужною 105-мм гарматою високого тиску G2, оскільки гармата F2 була несумісною з боєприпасами НАТО, але цього не було зроблено. Для додаткового зчеплення на м'якій місцевості доступна центральна система накачування шин. AMX-10 RC оснащений системою захисту від зброї масового ураження та здатен проводити розвідку в умовах радіоактивного забруднення.
У 2010 році компанія Nexter завершила модернізацію 256 машин AMX-10 RC до конфігурації RCR (фр. Rénové — оновлена). Модернізація включала, зокрема, інтеграцію різних систем та встановлення додаткової броні, активного самозахисту від SAGEM, LIRE («Leurre InfRarougE», інфрачервона ракета), системи управління полем бою SIT (фр. Système d'Information Terminal) V1, пускові установки димових гранат Galix, зміни захисту ЗМУ і вдосконалення підвіски, а також коробки передач і тактичного зв'язку, укомплектований Thales Communications & Security PR4G VS4. Інтеграцію здійснив DCMAT (Direction Centrale du Matériel de l'Armée de Terre, Центральне управління сухопутної армії).

## Модифікації
- AMX-10 RC: базова серійна модель, може плавати
- AMX-10 RC Surblindé: оснащений додатковою бронею та без можливості плавати.
- AMX-10 RCR revalorisé: найновіша версія з оновленою електронікою

## Прототипи
- AMX-10 RTT: версія бронетранспортера.
- AMX-10 RAC: оснащений баштою TS 90 з 90-мм високошвидкісною нарізною гарматою CS Super 90[11].
- AMX-10 RAA: версія з модулем зенітної артилерії, вперше представлено на Satory в 1981 році. Башта озброєна двома 30-мм автоматичними гарматами.
- AMX-10 RC з TML 105: AMX-10 RC оснащений фр. Tourelle Modulaire Légère (легка модульна башта) зі стабілізованою 105-мм гарматою високого тиску G2 (здатна вести вогонь стандартними снарядами 105×617 мм R), пусковими установками димових гранат GALIX і новими прицілами. Як опція була доступна двомісна конфігурація з автоматом заряджання.

## Бойове застосування

### Лівійсько-чадський конфлікт
У рамках операції «Манта» Франція розгорнула 12 AMX-10 RC з 21-го полку морської піхоти в Чаді з вересня 1983 до жовтня 1984 року.

### Операція «Даге»

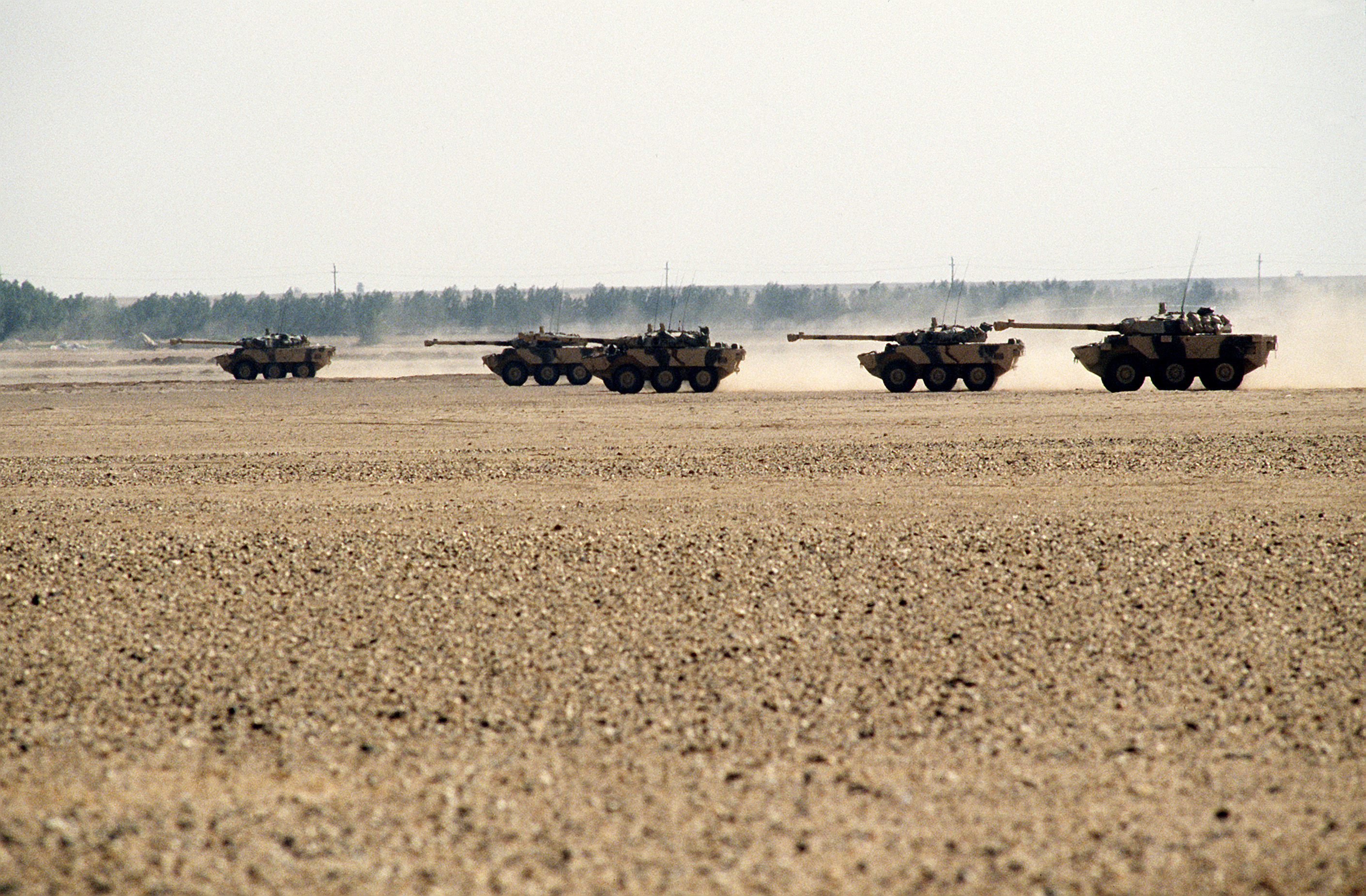
Французькі розвідувальні машини AMX-10RC рухаються крізь пустелю в рамках демонстрації бронетехніки союзників під час операції «Щит пустелі»

У рамках операції «Даге» Франція розгорнула 96 AMX-10 RC з трьох різних полків: танкового полку морської піхоти, 1-го спагійського полку та 1-го іноземного кавалерійського полку. 1-й полк спагіїв і 1-й іноземний кавалерійський полк були задіяні у складі трьох батальйонів, тоді як полк морської піхоти надав два батальйони, один з яких підпорядковувався 2-му іноземному піхотному полку, а інший — 3-му полку морської піхоти.
AMX-10 RC дивізії «Даге» випустили 290 снарядів калібром 105 мм під час операції «Буря в пустелі».

### Війна в Югославії
Французькі AMX-10 RC з 1-го іноземного кавалерійського полку озброювали Сили швидкого реагування ООН у 1995 році. Вони втрутилися 27 липня після обстрілу сербами поста ООН поблизу Сараєво, а потім взяли участь в операції «Обдумана сила», відповідаючи на ракетні удари по літаках НАТО.
Після ухвалення Резолюції 1244 ООН дванадцять AMX-10 RC з контингенту KFOR увійшли до Косово в червні 1999 року в рамках операції «Trident», і пізніше стали частиною IFOR.

### Громадянська війна в Кот-д'Івуарі
У рамках операції «Єдиноріг» Франція розгорнула AMX-10 RC у Кот-д'Івуарі.
У 2004 році AMX-10 RC з 1-го іноземного кавалерійського полку зіткнувся лоб у лоб з івуарійським БТР-80 після невдалого пострілу під час руху. Машина відступила завдяки димовій завісі, один із димових гранатометів підпалив БТР-80, потрапивши через люк бронетранспортера.
7 червня 2004 року два AMX-10 RC з 1-го спагійського полку були терміново залучені для деблокування поста в Гохітафлі, який був атакований івуарійськими повстанцями. Їхні дії дозволили звільнити пост і евакуювати поранених французів.

### Війна в Афганістані
У рамках операції «Памір» в Афганістані Франція у 2008 році розгортає п'ять AMX-10 RC, а у 2011 році збільшує кількість до 13 машин, перш ніж усі французькі сили були виведені у 2014 році. Ці AMX-10 RC послідовно використовувалися 1-м іноземним кавалерійським полком, 1-м полком морської піхоти, 1-м гусарським полком, 4-м єгерським полком, танковим полком морської піхоти, 1-м спагійським полком, 1-м єгерським полком і 501-м танковим полком (останні два використовували їх тільки під час цієї операції).
AMX-10 RC показав себе дуже ефективним проти афганських будинків зі стінами товщиною не менше одного метра завдяки гарматі калібру 105 мм, тоді як інші калібри 20 або 25 мм виявилися безсилими. Одна машина була пошкоджена саморобним вибуховим пристроєм у січні 2011 року, що призвело до легких поранень чотирьох членів екіпажу Танкового полку морської піхоти.

### Операція «Сервал»
З лютого 2013 року машини AMX-10 RCR 1-го полку морської піхоти брали участь в операції «Сервал» в Малі.
Всього в Малі було розгорнуто 25 одиниць AMX-10 RC.

### Російсько-українська війна
Сили оборони України використовували AMX-10 RC під час контрнаступу на Таврійському напрямку з червня 2023 року.
За відгуками морських піхотинців 37 ОБрМП за досвідом боїв на південь від Великої Новосілки в порівнянні з основними бойовими танками ці машини мають надто легкий бронезахист, а колеса уразливі при підриві на протипіхотних мінах та від уламків від розривів снарядів поруч. Попри те, що машина призначена передусім для розвідки та вогневої підтримки, ЗСУ були змушені використовувати ці машини на передовій через дефіцит повноцінних танків. Однак, висока маневровість і достатньо потужна гармата дозволяють ефективно працювати з закритих позицій.
Станом на 23 липня 2025 року редактори Oryx Blog знайшли фото чи відео підтвердження безповоротної втрати Україною 4 бронемашин AMX-10 RC: 3 знищено та 1 захоплена російськими військовими. Ще 2 машини було покинуто українськими військовими.

## Історія використання

### Україна

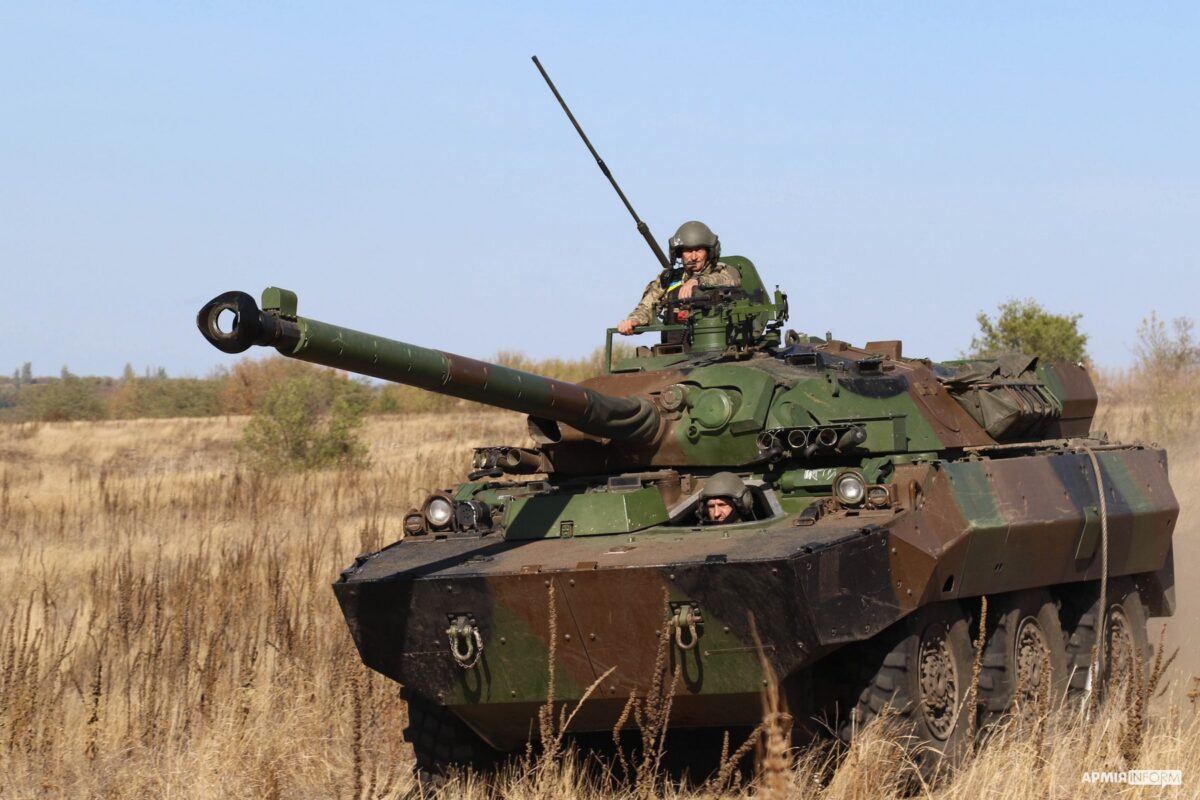
AMX-10 RC зі складу 37 ОБрМП ЗСУ

4 січня 2023 року президент Франції Емманюель Макрон і президент України Володимир Зеленський домовилися про передачу Україні AMX-10 RC та бронеавтомобілів ACMAT Bastion.
16 березня 2023 року Міністр оборони Франції повідомив про прибуття першої партії AMX-10RC в Україну.
18 квітня 2023 року міністр оборони України Олексій Резніков повідомив, що бронемашини вже перебувають на озброєнні підрозділів морської піхоти ЗСУ. Зокрема, відомо, що ці машини надійшли на озброєння 37-ї окремої бригади морської піхоти (37 ОБрМП).

### Франція
Французькі кавалерійські підрозділи оснащені ними з 1981 року. Французкі AMX-10 RC були розгорнуті на багатьох театрах бойових дій з моменту їх прийняття на озброєння, включаючи Першу війну в Перській затоці, війну в Афганістані, в Малі, Косово та Кот-д’Івуарі.
Станом на 2025 рік понад 192 одиниці перебувають на озброєнні французької армії. Крім того, 108 машин було продано Марокко, 12 — Катару.

## Оператори

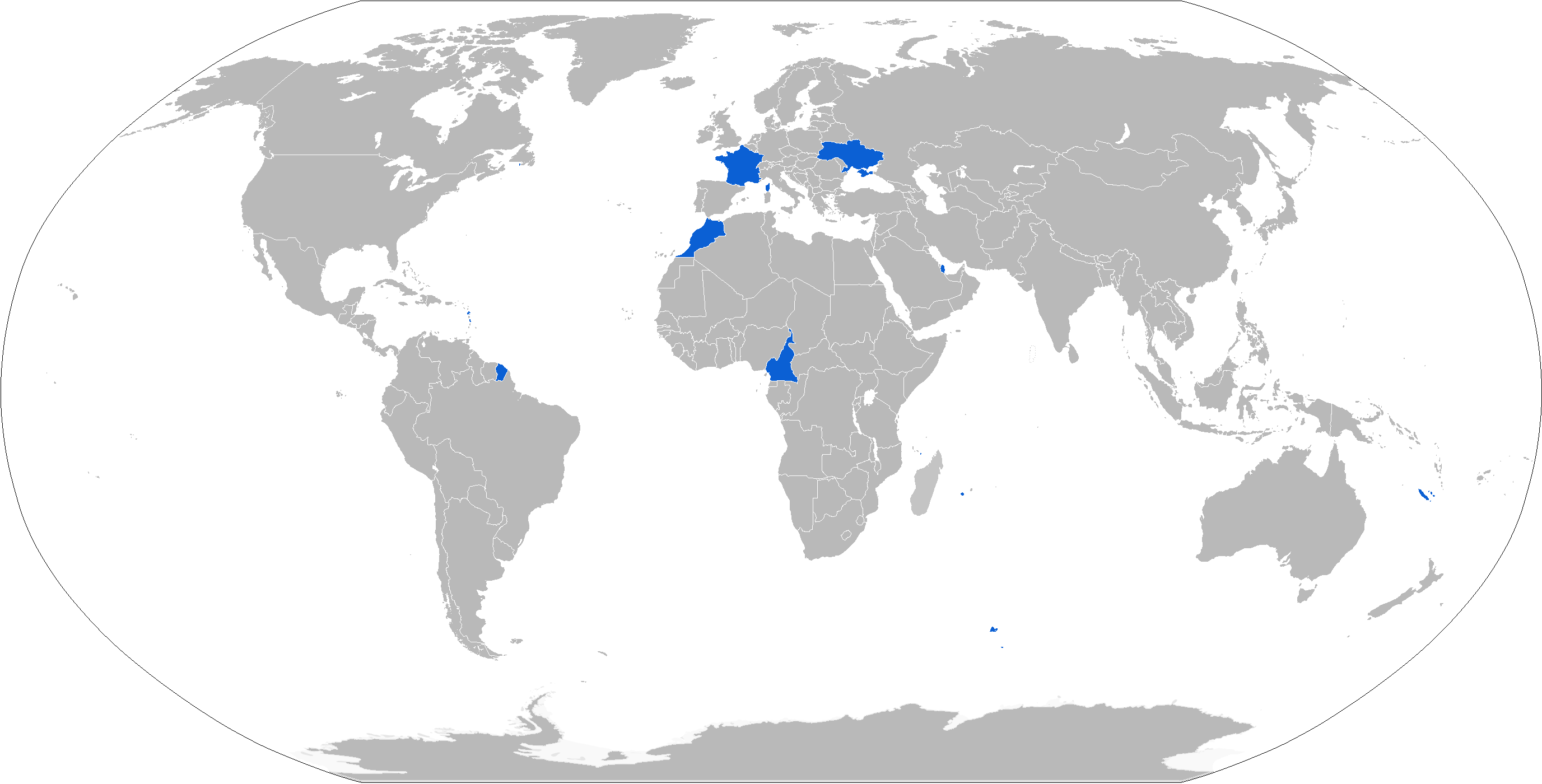
Країни-оператори AMX-10 RC (позначені синім кольором)

- Камерун — 6 одиниць AMX-10 RC на озброєнні, станом на 2025 рік[32]
- Катар — 12 одиниць AMX-10 RC на озброєнні, станом на 2025 рік[33]
- Марокко — 80 одиниць AMX-10 RC на озброєнні, станом на 2025 рік[34]
- Україна — 53 одиниці AMX-10RC на озброєнні, станом на 2025 рік[35][29]
  - 37-ма окрема бригада морської піхоти[36]
  - 155-та окрема механізована бригада імені Анни Київської[37]
- Франція — 192 одиниці AMX-10RC на озброєнні, станом на 2025 рік[38]

## У культурі
- В ММО-грі War Thunder представлений AMX-10 RC як винищувач танків зі статусом легкого танка VI рангу.
- В стратегії Wargame: Red Dragon представлені AMX-10 RC як легкий розвідувальний танк Французької армії.
- В стратегії Act of War: Direct Action та її доповненні High Treason представлений AMX-10 RC як легкий танк Консорціуму.